# Кори Стол
Кори Данијел Стол (14. март 1976) је амерички телевизијски и филмски глумац.
Стол је најпознатиjи по улози Томаса Џарушалског у серији Ред и закон: Лос Анђелес.